# Pomatoschistus microps
Pomatoschistus microps és una espècie de peix de la família dels gòbids i de l'ordre dels perciformes.

## Morfologia
Els mascles poden assolir els 9 cm de longitud total.

## Distribució geogràfica
Es troba des de Noruega fins al Mauritània, incloent-hi la mar Bàltica, el Marroc, les Illes Canàries i la Mediterrània occidental.